# Fraaie dennenbladroller
De fraaie dennenbladdroller (Archips oporana) is een vlinder uit de familie Tortricidae (bladrollers). De spanwijdte van de vlinder bedraagt tussen de 19 en 28 millimeter. De soort komt verspreid over Europa voor.

## Waardplanten
De fraaie dennenbaldroller heeft levensboom, jeneverbes, grove den en spar als waardplanten.

## Voorkomen in Nederland en België
De fraaie dennenbaldroller is in Nederland een niet zo algemene en in België een vrij algemene soort, die verspreid over het hele gebied kan worden gezien. De soort kent twee generaties, die vliegen van juni tot oktober.